# Апанасенковський район
Апанасенковський район (рос. Апанасенковский район) — адміністративна одиниця Росії, Ставропольський край. 
Межує з Іпатовським та Туркменським районами на південному заході та півдні відповідно.
До складу району входять 11 сільських поселень.
| Росія | Це незавершена стаття з географії Росії. Ви можете допомогти проєкту, виправивши або дописавши її. |